# Nice université club (baseball)
Pour les articles homonymes, voir Nice université club (homonymie).
Le Nice université club est un club omnisports qui comprenait notamment une section de baseball. Le NUC remporte cinq titres de Championnat de France en 1971, 1974, 1978, 1979 et 1981. La section baseball du NUC n'est plus active depuis le décès de son Entraîneur et Gérant-en-Chef François Corso.

## Palmarès
- Champion de France (5) : 1971, 1974, 1978, 1979 et 1981.
- Vice-champion de France (7) : 1970, 1973, 1975, 1976, 1977, 1980 et 1984.